# Ring 2 (Aarhus)
 For alternative betydninger, se Ring 2. (Se også artikler, som begynder med Ring 2)
Ring 2, også kaldet Ringvejen, er en ringvej i Aarhus. Ringvejen varierer i størrelse og udspringer fra Oddervej i syd, hvor den med navnet Ringvej Syd er ført syd om Holme. Gennem Viby følges den med indfaldsvejen Skanderborgvej mod nordøst i retning mod Aarhus centrum. Ved Viby Torv deles de to veje, og ringvejen skifter navn til Viby Ringvej og fører mod nord gennem den vestlige del af Aarhus. Efter at have passeret Silkeborgvej bliver navnet Åby Ringvej. Efter Viborgvej kaldes ringvejen for Hasle Ringvej og efter Randersvej kaldes den Vejlby Ringvej. Hastighedsgrænsen på vejen er 70 km/t.
I forbindelse med diskussionen om en miljøzone i Aarhus har det været oppe at vende, om man skulle afgrænse zonen med Ringvejen, hvilket dog er blevet afslået, eftersom det ikke ville have en signifikant større virkning. 
Midttrafik har en bybusrute 6A, som kører langs det meste af Ringvejen, men drejer fra umiddelbart før Randersvej.
Ringvejen er den anden ringvej i Aarhus, hvor Ringgaden omkranser midtbyen. Djurslandmotorvejens forbindelse med Østjyske Motorvej/E45 i det nye Motorvejskryds Aarhus Nord udgør en tredje ring rundt om byen. 